# Гидатлинский Мост
Гидатлинский Мост (Гидмост, авар. Гьидерил Кьо) — село в Шамильском районе Дагестана. Входит в состав сельского поселения Урадинский сельсовет.

## Географическое положение
Расположено в 6 км к юго-западу от районного центра села Хебда, на левом берегу реки Аварское Койсу у одноимённого моста.

## Население
| 1939 | 1970 | 2002 | 2010 | 2021 |
| ---- | ---- | ---- | ---- | ---- |
| 12   | ↘2   | ↘0   | ↗14  | ↘1   |